# Moods
| 전문가 평가 | 전문가 평가 |
| 평가 점수   | 평가 점수   |
| 출처        | 점수        |
| ----------- | ----------- |
| AllMusic    | [ 1 ]       |

《Moods》는 1972년 7월, 유니 레코드에서 발매한 미국의 싱어송라이터 닐 다이아몬드의 여덟 번째 스튜디오 음반이다. 이 음반에는 그의 1위 곡 중 두 번째 곡인 〈Song Sung Blue〉가 수록되어 있으며, 매우 실험적인 《Tap Root Manuscript》의 후속작이기도 한다. 이 음반은 7월 15일에 빌보드 200에 진입하여 9월 초에 5위에 올랐다.

## 배경
《빌보드》는 《Moods》가 "훌륭하고 다양한 소재"를 담고 있다며 높이 평가했다. 이 음반과 후속 라이브 음반인 《Hot August Night》는 다이아몬드의 미래를 위한 시그니처 사운드를 정의하는 데 있어 다이아몬드의 경력에서 가장 중요한 두 가지 녹음 프로젝트로 일반적으로 인정받고 있다. 음악 업계와 음악 전문가들 사이에서 다이아몬드의 더 훌륭하고 창의적인 녹음 중 하나로 꼽힌다. 이 음반은 1972년 그래미 어워드 올해의 음반 후보에 올랐다. 〈Song Sung Blue〉는 그래미 어워드 올해의 레코드 부문과 올해의 노래 부문 후보에 올랐다. 리 홀드리지는 오케스트라의 편곡자이자 지휘자였다.

## 곡 목록
모든 곡들은 닐 다이아몬드에 의해 작사/작곡하였다.
| #  | 제목                 | 재생 시간 |
| -- | -------------------- | --------- |
| 1. | 〈Song Sung Blue〉   | 3:15      |
| 2. | 〈Porcupine Pie〉    | 2:04      |
| 3. | 〈High Rolling Man〉 | 2:35      |
| 4. | 〈Canta Libre〉      | 4:47      |
| 5. | 〈Captain Sunshine〉 | 3:25      |

| #  | 제목                   | 재생 시간 |
| -- | ---------------------- | --------- |
| 1. | 〈Play Me〉            | 3:49      |
| 2. | 〈Gitchy Goomy〉       | 3:53      |
| 3. | 〈Walk on Water〉      | 3:04      |
| 4. | 〈Theme〉              | 1:38      |
| 5. | 〈Prelude in E Major〉 | 0:38      |
| 6. | 〈Morningside〉        | 4:24      |

## 인증
| 국가                       | 인증     | 판매량/출하량 |
| -------------------------- | -------- | ------------- |
| 미국 (RIAA)                | 플래티넘 | 1,000,000^    |
| ^출하량을 기반으로 한 인증 |          |               |